# Itaú de Minas
Itaú de Minas este un oraș în Minas Gerais (MG), Brazilia.